# مئة مرقش ومرقش
المائة مرقش ومرقش، أو كما يختصر في العادة 101 مرقش، هي سلسلة من الأفلام أمريكية، مقتبسة من رواية المائة مرقش ومرقش للكاتبة دودي سميث 1956.

## حبكة الفلم
تدور أحداث القصة حول شاب يمتلك كلب مرقط يعيش حياة مملة، بونعو (صاحب الكلب) قرر إيجاد زوجة له وأصبح يراقب النساء في المدينة ويراقب كلابهم أيضاً، فهو يرغب في الحصول على زوجة لكلبه أيضاً، ذات يوم وهو يتنزه في الحديقة مع كلبه، تسبب كلبه في لقاءه غير المقصود مع أنيتا التي كانت تملك كلبة مرقطة، فوقع الاثنان في الحب كما وقع الكلبان في الحب أيضاً. وتستمر قصة الفيلم كما هي الرواية.

## الإنتاج
إنتاج هذا الفيلم علامة بارزة في تاريخ الحركة السينمائية، هو أول فيلم رسوم متحركة من إنتاج والت ديزني استخدم التقنيات الحديثة فيهِ، وهو يعتبر أيضاً أول فيلم لديزني الذي أنشأ على يد رجل واحد بيل بيت.

### الرسم والاغاني
يشير الفيلم أيضاً إلى تغيير في أسلوب رسم الرسوم المتحركة في شركة ديزني، وكان يو بي ليرسك، المسؤول عن العمليات الخاصة في الاستوديو استطاع بواسطة استخدام نظار زيروكس لنقل الرسوم من الأوراق إلى الحاسوب، والقضاء على عملية التحبير.
وكان إدخال هذا النظام الجديد تطوراً جيداً أدى إلى التخفيف من ادخال متطلبات استنساخ الرسم، ولكن على حساب عدم القدرة على الخروج عن نمط المخطط الأصلي.
وخلافاً للعديد من الرسوم المحركة التي أنتجتها والت ديزني، مائة مرقش ومرقش كان يحتوي على ثلاث اغنيات اسماؤها على التوالي "Curella De Vil" والثانية "Kanine Krunchies" والأغنية الأخيرة "Dalmatian Plantation" والتي أنتجت في شركة ديزني سندريلا

### شخصية واقعية للفلم
كما فعلت مع غيرها من الأفلام، استأجرت والت ديزني ممثلة لأداء مشاهد حية للعمل كمرجع لعملية تحريك الرسوم، وقد أدت الدور الممثلة هيلين ستانلي

## فيلم مئة مرقش ومرقش الجزء الأول (1996)

### حبكة الفيلم
تختلف حبكة الفيلم عن الرواية الأصلية والفيلم السابق المنتج في سنة 1961 في نقطة البداية فقط، وهي نقطة التقاء الزوجين الإنس والكلاب، ففي هذا الفليم يقوم مصمم ألعاب الفيديو (جيف دانيالز)، الذي ترك منزله ليأخذ نزهة مع كلبه وما إن رأى هذا الأخير كلبة مرقطة إلا وقام بمطاردتها ومن وراءه صاحبه الذي يحاول توقيفه لكن دون جدوى ومن الطرف الآخر كلبة السيدة بيردي التي تتودد إلى الكلب، ومنها حدث اللقاء بين الزوجين الإنس والكلاب.

### الممثلين (أصوات)
إنجليزي - عربي
| اسم الشخصية | اسم الشخصية الإنجليزية | مؤدي الصوت بالدبلجة العربيّة | مؤدي الصوت الأصليّ (بالإنجليزيّة) ! |  |
| ----------- | ---------------------- | --------------------------- | --------------------------------- |  |
| رويلا درفيل | كرويلا ديفيل           | هالة فاخر                   | بيتي لو جيرسون                    |  |
| راجي        | روجير ديرلي            | ياسر شعبان                  | رود تايلور                        |  |
| انيسه       | انيتا                  | راندا محمد قطب              |                                   |  |
| كاسبر       | كاسبر                  | سامي مغاوري                 | جون شرابنيل                       |  |
| هراش        | هاراس                  | ..................          | مارك ويليامز                      |  |
| بنجر        | ............           | سيد الرومي                  | .............                     |  |
| بهيرة       | ............           | معتزة عبد الصبور            | ............                      |  |

## وصلات خارجية
- مئة مرقش ومرقش على موقع IMDb (الإنجليزية)
- مئة مرقش ومرقش على موقع ميتاكريتيك (الإنجليزية)
- مئة مرقش ومرقش على موقع الموسوعة البريطانية (الإنجليزية)
- مئة مرقش ومرقش على موقع روتن توميتوز (الإنجليزية)
- مئة مرقش ومرقش على موقع نتفليكس (الإنجليزية)
- مئة مرقش ومرقش على موقع قاعدة بيانات الأفلام العربية
- مئة مرقش ومرقش على موقع ألو سيني (الفرنسية)
- مئة مرقش ومرقش على موقع Turner Classic Movies (الإنجليزية)
- مئة مرقش ومرقش على موقع أول موفي (الإنجليزية)
- مئة مرقش ومرقش على موقع بوكس أوفيس موجو (الإنجليزية)

1. 1 2 3 4 5 6 7 8 9 10 11 12 13 14 15 16 17  مذكور في: The Disney Films. الصفحة: 181. الناشر: مجموعة كراون للنشر. لغة العمل أو لغة الاسم: الإنجليزية. تاريخ النشر: 1984. المُؤَلِّف: ليونارد مالتين (ناقد).
2. 1 2 3 4 5 6 7 8 9 10 11 12 13 14 15  مذكور في: Walt Disney: a guide to references and resources (1979 G.K. Hall ed.). الصفحة: 74. الناشر: G. K. Hall & Co.. لغة العمل أو لغة الاسم: الإنجليزية. تاريخ النشر: 1979.
3. 1 2 3 4 5 6 7 8 9 10 11 12 13 14 15 16 17 18 19 20 21 22 23 24 25 26  مذكور في: مئة مرقش ومرقش. ينطبق على جزء: شارة. تاريخ النشر: 25 يناير 1961.
4. ↑  مذكور في: Disney Animation: The Illusion of Life (1981 Abbeville Press ed.). الصفحة: 376. الناشر: Abbeville Publishing Group. لغة العمل أو لغة الاسم: الإنجليزية. تاريخ النشر: 1981.
5. ↑  مذكور في: Disney Voice Actors: A Biographical Dictionary. الصفحة: 243. الناشر: مكفارلاند وشركاه. لغة العمل أو لغة الاسم: الإنجليزية. تاريخ النشر: 2011.
6. 1 2 3 4 5 6 7 8 9 10 11 12 13 14 15 16  مذكور في: Disney Voice Actors: A Biographical Dictionary. الصفحة: 211. الناشر: مكفارلاند وشركاه. لغة العمل أو لغة الاسم: الإنجليزية. تاريخ النشر: 2011.
7. ↑  مذكور في: The Disney Films. الصفحة: 181. ذكر كـ: Cruella de Vil, Miss Birdwell. الناشر: مجموعة كراون للنشر. لغة العمل أو لغة الاسم: الإنجليزية. تاريخ النشر: 1984. المُؤَلِّف: ليونارد مالتين (ناقد).
8. ↑  مذكور في: Walt Disney: a guide to references and resources (1979 G.K. Hall ed.). الصفحة: 74. ذكر كـ: Cruella de Ville, Miss Birdwell. الناشر: G. K. Hall & Co.. لغة العمل أو لغة الاسم: الإنجليزية. تاريخ النشر: 1979.
9. ↑  مذكور في: Disney Voice Actors: A Biographical Dictionary. الصفحة: 211. ذكر كـ: Cruella de Vil, Miss Birdwell. الناشر: مكفارلاند وشركاه. لغة العمل أو لغة الاسم: الإنجليزية. تاريخ النشر: 2011.
10. ↑  مذكور في: The Disney Films. الصفحة: 181. ذكر كـ: Nani, goose, cow. الناشر: مجموعة كراون للنشر. لغة العمل أو لغة الاسم: الإنجليزية. تاريخ النشر: 1984. المُؤَلِّف: ليونارد مالتين (ناقد).
11. ↑  مذكور في: Walt Disney: a guide to references and resources (1979 G.K. Hall ed.). الصفحة: 74. ذكر كـ: Nani, goose, cow. الناشر: G. K. Hall & Co.. لغة العمل أو لغة الاسم: الإنجليزية. تاريخ النشر: 1979.
12. ↑  مذكور في: Disney Voice Actors: A Biographical Dictionary. الصفحة: 211. ذكر كـ: Nani or Nanny. الناشر: مكفارلاند وشركاه. لغة العمل أو لغة الاسم: الإنجليزية. تاريخ النشر: 2011.
13. ↑  مذكور في: Disney Voice Actors: A Biographical Dictionary. الصفحة: 211. باسم: Frederick Worlock. الناشر: مكفارلاند وشركاه. لغة العمل أو لغة الاسم: الإنجليزية. تاريخ النشر: 2011.
14. ↑  مذكور في: The Disney Films. الصفحة: 181. ذكر كـ: Jasper, miscellaneous dogs. الناشر: مجموعة كراون للنشر. لغة العمل أو لغة الاسم: الإنجليزية. تاريخ النشر: 1984. المُؤَلِّف: ليونارد مالتين (ناقد).
15. ↑  مذكور في: Walt Disney: a guide to references and resources (1979 G.K. Hall ed.). الصفحة: 74. ذكر كـ: Jasper, miscellaneous dogs. الناشر: G. K. Hall & Co.. لغة العمل أو لغة الاسم: الإنجليزية. تاريخ النشر: 1979.
16. ↑  مذكور في: The Disney Films. الصفحة: 181. ذكر كـ: Holly. الناشر: مجموعة كراون للنشر. لغة العمل أو لغة الاسم: الإنجليزية. تاريخ النشر: 1984. المُؤَلِّف: ليونارد مالتين (ناقد).
17. ↑  مذكور في: Walt Disney: a guide to references and resources (1979 G.K. Hall ed.). الصفحة: 74. ذكر كـ: Holly. الناشر: G. K. Hall & Co.. لغة العمل أو لغة الاسم: الإنجليزية. تاريخ النشر: 1979.
18. ↑  مذكور في: The Disney Films. الصفحة: 181. ذكر كـ: Cow. الناشر: مجموعة كراون للنشر. لغة العمل أو لغة الاسم: الإنجليزية. تاريخ النشر: 1984. المُؤَلِّف: ليونارد مالتين (ناقد).
19. ↑  مذكور في: The Disney Films. الصفحة: 181. ذكر كـ: Great Dane. الناشر: مجموعة كراون للنشر. لغة العمل أو لغة الاسم: الإنجليزية. تاريخ النشر: 1984. المُؤَلِّف: ليونارد مالتين (ناقد).
20. ↑  مذكور في: Walt Disney: a guide to references and resources (1979 G.K. Hall ed.). الصفحة: 74. ذكر كـ: Great Dane. الناشر: G. K. Hall & Co.. لغة العمل أو لغة الاسم: الإنجليزية. تاريخ النشر: 1979.
21. ↑  مذكور في: The Disney Films. الصفحة: 181. ذكر كـ: cow. الناشر: مجموعة كراون للنشر. لغة العمل أو لغة الاسم: الإنجليزية. تاريخ النشر: 1984. المُؤَلِّف: ليونارد مالتين (ناقد).
22. ↑  مذكور في: Disney Voice Actors: A Biographical Dictionary. الصفحة: 211. ذكر كـ: Rover. الناشر: مكفارلاند وشركاه. لغة العمل أو لغة الاسم: الإنجليزية. تاريخ النشر: 2011.
23. ↑  مذكور في: Disney Voice Actors: A Biographical Dictionary. الصفحة: 211. ذكر كـ: Spotty. الناشر: مكفارلاند وشركاه. لغة العمل أو لغة الاسم: الإنجليزية. تاريخ النشر: 2011.
24. 1 2 3  مذكور في: قاعدة بيانات الأفلام على الإنترنت. لغة العمل أو لغة الاسم: الإنجليزية.
25. ↑  مذكور في: Disney Voice Actors: A Biographical Dictionary. الفصل: 211. الناشر: مكفارلاند وشركاه. لغة العمل أو لغة الاسم: الإنجليزية. تاريخ النشر: 2011.
26. ↑  مذكور في: قاعدة بيانات الأفلام على الإنترنت. مُعرِّف قاعدة بيانات الأفلام على الإنترنت (IMDb): tt0055254. الوصول: 29 يناير 2018. لغة العمل أو لغة الاسم: الإنجليزية.